# Неметабаде-Гар
Неметабаде-Гар (перс. نعمت‌آباد غار‎) — село на севере Ирана, в остане Тегеран. Входит в состав шахрестана Тегеран. Является частью дехестана (сельского округа) Афтаб бахша Афтаб.

## География
Село находится в центральной части остана, к востоку от автодороги , на расстоянии приблизительно 6 километров (по прямой) к югу от города Тегеран, административного центра шахрестана. Абсолютная высота — 1035 метров над уровнем моря.

## Население
По данным переписи 2006 года население села составляло 62 человека (35 мужчин и 27 женщин). В Неметабаде-Гаре насчитывалось 15 домохозяйств. Уровень грамотности населения составлял 87,1 %. Уровень грамотности среди мужчин составлял 91,4 %, среди женщин — 81,4 %.